# Mompha lacteella
Mompha lacteella é uma espécie de mariposa do gênero Mompha pertencente à família Coleophoridae.